# 貝爾蒙特 (內布拉斯加州)
貝爾蒙特（英語：Belmont）是位於美國內布拉斯加州道斯縣的鬼鎮。

## 歷史
貝爾蒙特的郵局於1889年設立，其後於1956年停運。

## 地理
貝爾蒙特所處的海拔為高於海平面1371米（即4498英呎），而該地所採用的時區為UTC-6，即北美山地時區（MST）。同時該地設有夏令時間，為UTC-7調快一小時，即UTC-6（MDT）。